# Al-Ghayda
al-Ghayda (in arabo الغيضة‎?) è una città dello Yemen, capoluogo del governatorato di al-Mahra, nel sud-est del Paese.

## Infrastrutture e trasporti
La città è servita dall'aeroporto al-Ghayda.
| Controllo di autorità | VIAF (EN) 153813072 · LCCN (EN) n2004114390 · J9U (EN, HE) 987007467871105171 |